# João Fernandes Lavrador
João Fernandes (ur. XV w., zm. XVI w.) – portugalski żeglarz i odkrywca, prawdopodobnie także rolnik (port. lavrador) na Azorach – to od niego pochodzić ma nazwa półwyspu Labrador.

## Życiorys
João Fernandes pochodził z Azorów (z wyspy Terceira ), gdzie prawdopodobnie był rolnikiem lub właścicielem ziemskim (port. lavrador) . Uważa się, że to do niego nawiązuje nazwa półwyspu Labrador . Zachowało się niewiele pewnych informacji na temat jego życia i dokonań . Wiadomo, że miał powiązania biznesowe z Bristolem i odbył jedną lub więcej podróży do Nowego Świata .

### Wyprawy w poszukiwaniu Przejścia Północno-Zachodniego
Odkrycia w Ameryce Północnej Johna Cabota (1450–1499) w służbie angielskiej najprawdopodobniej przyczyniły się do zainteresowania Portugalii przejściem zachodnim z Europy do Azji – uważano, że nowo odkryte tereny przypadały Portugalii na mocy traktatu z Tordesillas (1494) . W latach 1498–1504 portugalscy żeglarze, m.in. João Fernandes, bracia Gaspar (1450–1501) i Miguel Corte-Real (1448–1502?), udali się na poszukiwania nowych ziem na północnym Atlantyku .
João Fernandes prawdopodobnie handlował z Bristolem od 1486 roku i miał kontakty z angielskimi żeglarzami . Prawdopodobnie brał udział w wyprawie Cabota w 1498 roku jako nawigator . Podczas gdy Cabot zaginął na morzu wraz z czterema statkami, Fernandes miał wrócić na piątym statku, przywożąc mapy i wiedzę o Grenlandii i Nowej Fundlandii . W 1499 roku król Manuel I Szczęśliwy (1469–1521) nadał przywilej Fernandesowi, obiecujący mu stanowisko gubernatora wszelkich wysp, które miał odkryć . 
W 1501 roku król Henryk VII Tudor (1457–1509) nadał przywilej odkrywców angielsko-portugalskiemu syndykatowi, w którym uczestniczyli João Fernandes, Francisco Fernandes i João Gonsales . Przywileje nadane syndykatowi w 1502 roku wykluczały jednak Fernandesa z podróży do ziem odkrytych przez Anglików . Uczyniono tak prawdopodobnie z uwagi na udział Fernandesa w konkurencyjnych wyprawach portugalskich – Fernandes być może brał udział w ekspedycjach braci Corte-Real . Inne źródła natomiast podają, że Fernandes zaginął podczas podróży do Ameryki w 1501 roku . 

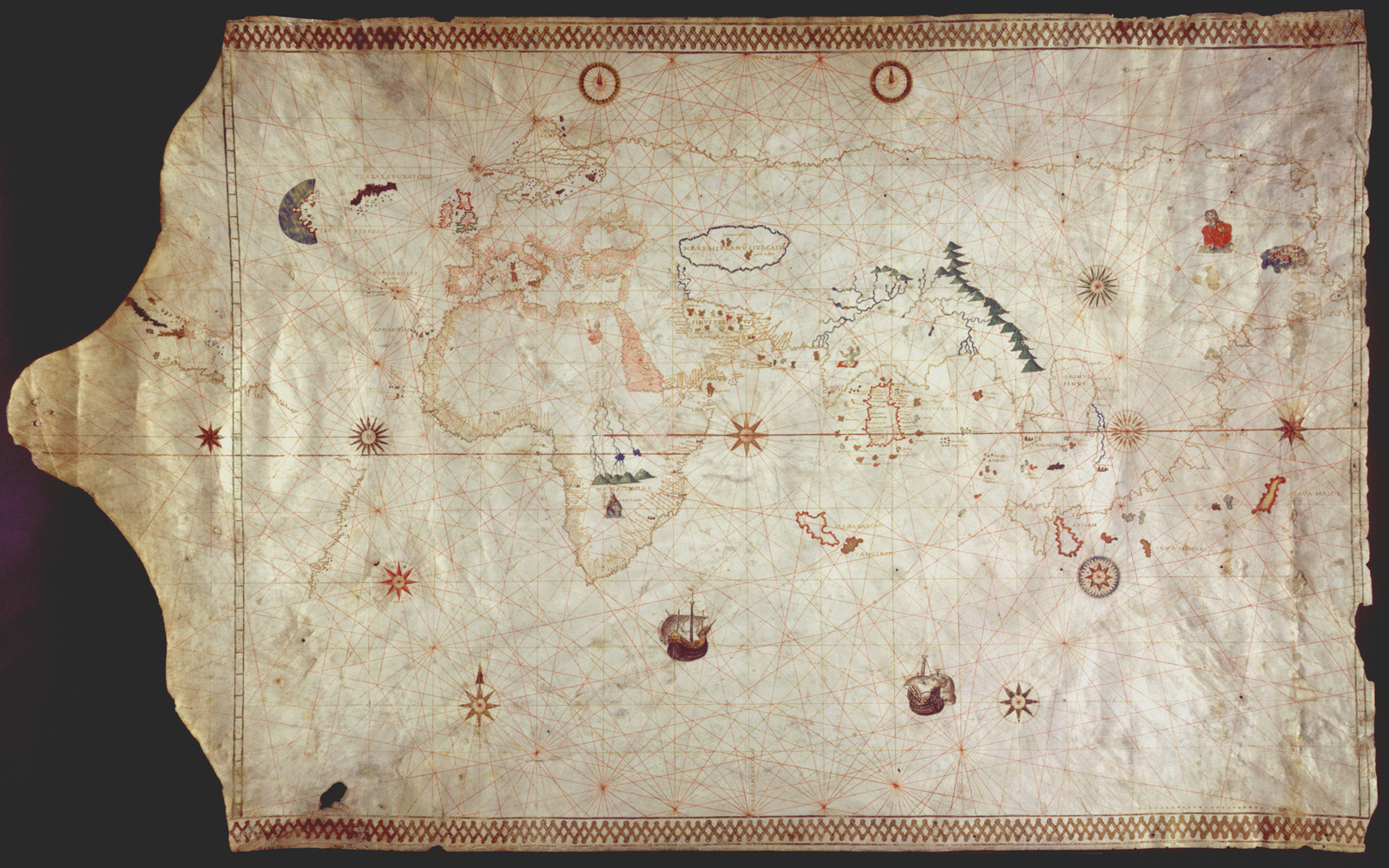
Mapa świata King-Hamy (1503)

Mapa świata King-Hamy z ok. 1503 roku pokazuje Grenlandię jako Terra Laboratoris (inne źródła podają nazwę Terra de Labrador ) i region współczesnego Labradoru i Nowej Fundlandii jako Terra de Corte Real (inne źródła podają nazwę Terra Corterealis) – co może sugerować, że Grenlandia została „odkryta” przez Fernandesa . Możliwe, że w 1500 roku Fernandes rzeczywiście dotarł do Grenlandii i nazwał ją Terra de Labrador, a ta nazwa została później użyta dla określenia lądu odkrytego na południe od Grenlandii – współczesnego Labradoru .  Prawie wszystkie mapy z pierwszej połowy XVI w. umieszczały Grenlandię pod nazwą „Labrador”. Nie ma jednak źródeł potwierdzających podróż Fernandesa do Grenlandii. 